# Joe l'implacable
Pour plus de détails, voir Fiche technique et Distribution.
Joe l'implacable (Joe l'implacabile) est un western spaghetti hispano-italien réalisé par Antonio Margheriti (crédité comme Anthony M. Dawson), sorti en 1967.

## Synopsis
À la fin de la guerre de Sécession, les convois d'or du gouvernement sont régulièrement pillés par des bandits. Pour assurer la sécurité des transports, le sénateur décide alors de confier leur surveillance à l'agent spécial Joe Ford, alias "Dynamite Joe", un dynamiteur impulsif connu pour sa passion des explosifs. Le prochain chargement est convoité par le hors-la-loi El Sol mais il ignore que Ford veille sur la marchandise et qu'il sera très astucieux avec ses dynamites pour protéger l'or.

## Fiche technique
- Titre original italien : Joe l'implacabile
- Titre français : Joe l'implacable
- Titre espagnol : Dinamita Joe[1]
- Réalisation : Antonio Margheriti (crédité comme Anthony M. Dawson)
- Scénario : Maria del Carmine Martinez
- Montage : Otello Colangeli
- Musique : Carlo Savina
- Photographie : Manuel Merino
- Production : Carlo Ponti
- Sociétés de production : P.C. Hispamer Films, Seven Films[1]
- Pays d'origine :  Italie,  Espagne
- Langue originale : italien
- Format : couleur
- Genre : western spaghetti
- Durée : 97 minutes
- Date de sortie :
  - Italie : 15 février 1967
  - France : 9 juillet 1969[2]

## Distribution
- Rik Van Nutter : Joe "Dynamite Joe" Ford
- Halina Zalewska : Betty
- Ricardo Palacios : El Sol
- Renato Baldini : Nelson
- Barta Barri : Cigno
- Aldo Cecconi : Frank
- Alfonso Rojas : shérif Stanton
- Santiago Rivero : sénateur Senneth
- Dario De Grassi : Scott
- Claudio Scarchilli : Jack Foster
- Merce Castro : la fille brune